# いいでば!英語塾
いいでば!英語塾（いいでば えいごじゅく）は、青森テレビ（ATV）で放送していた教養番組である。ハイビジョン制作。日本語における標準語のフレーズを、英語と津軽弁に置き換えた表現を紹介する番組である。ハイビジョン制作（アナログ放送ではレターボックス放送）。

## 放送時間
過去
- 2007年4月〜2010年3月 - 毎週土曜日12時54分から13時00分
- 2006年8月〜2007年3月 - 毎週木曜日25時40分から25時45分
  - 再放送（2006年8月〜2007年3月まで） - 毎週土曜日11時25分から11時30分

## 出演者
- レイチェル安藤（安藤あや菜〔開始～2009年5月まではATVアナウンサー〕、英語担当）
  - レイチェルとあや菜は「けやぐ（友達）同士であり、同一人物ではない」ことをアピールしている。
- ハチロー黒石（黒石八郎、津軽弁担当）

なお、この記事では安藤をレイチェル、黒石をハチローと記載する。
- また、スポット番宣では、上記2名の他に｢ボブ・ゴンザレス｣（設定はレイチェルのけやぐ(=友達)）も登場している。その時はイラストでの紹介だったが、2008年9月28日放送の「緊急特番」では、ボブが番組に初登場した（正体はATVの津田禎アナウンサー）。

## 内容
- 前半は毎回ある1つの標準語のフレーズを英語と津軽弁ではどう表現するかをそれぞれ放送。
  - 最初にレイチェルが英語で表現し解説した後、レイチェルの「へばこれ津軽弁さ訳してみるべ」（「ではこれを津軽弁に訳してみましょう」という意味。）に続いてハチローが津軽弁で表現しレイチェルが解説する。また、レイチェルが最後に今日取り上げた津軽弁について応用例などをポイントとして取り上げる。
  - この番組で取り上げられる津軽弁は西北地方（西津軽郡・北津軽郡）で話されている津軽弁がベースとなっている。このため、この番組で取り上げられた表現であっても地域によって表現が違う。
- 後半はレイチェルの行う宣伝コーナー「今週のADOHADARI（アドハダリ）インフォメーション」を放送。
  - 現放送時間移動後、イオンモールつがる柏とスズキ自販青森（スズキ系列の自動車販売会社）がスポンサーについた事に伴い始まった。
  - 内容はスポンサーのイオンモールつがる柏のテナント・ショップや、スズキの新車や県内のスズキ販売店の紹介。なお、2009年7月からATVで流れるスズキ自販のCMでは、当番組のBGMが流れ、安藤あや菜が出演している。
  - ちなみに「あどはだり」とは津軽弁で「あとからねだる」という意味である。